# Rock psychédélique
Genres dérivés
Hard rock, glam rock, heavy metal, krautrock, rock progressif, stoner rock, neo-psychedelia, shoegazing
Genres associés
Pop psychédélique, soul psychédélique, trance psychédélique
Le rock psychédélique est un genre musical ayant émergé dans les années 1960, en lien avec la contre-culture hippie et le Summer of Love, et influencé par la prise de psychotropes, notamment l'acide lysergique, le LSD (qui donne également naissance à l'acid rock).
Ce mouvement est caractérisé par une construction rythmique peu complexe et hypnotique, des mélodies répétitives et pénétrantes, des solos instrumentaux longs et tortueux, modelés d'effets sonores tels que la distorsion, le phaser ou le flanger, le tout dans des pièces généralement longues. Ce concept se propage à des degrés divers dans plusieurs styles musicaux du rock mais aussi dans d'autres milieux comme la musique soul. Il forme avec la pop psychédélique et la trance psychédélique l'une des branches musicales majeures du psychédélisme.
Le rock psychédélique invoque trois effets principaux du LSD : la dépersonnalisation, la déchronisation et la dynamisation.

## Histoire

### Années 1960
Les membres du groupe texan 13th Floor Elevators, sont les premiers à définir leur musique comme étant du « rock psychédélique »,. Dès janvier 1966, ils impriment une carte de visite à leur nom et portant la mention de rock psychédélique. Le 10 février 1966 voit aussi la première parution du terme dans un journal dans un article sur le groupe. Leur album, The Psychedelic Sounds of the 13th Floor Elevators, est l'un des premiers, avec ceux de The Deep et Blues Magoos, à porter le mot psychedelic dans leur titre.
Ce style était particulièrement caractéristique des groupes américains de Californie, tels que Grateful Dead, Quicksilver Messenger Service, Tommy James and the Shondells, Jefferson Airplane, et aussi les Seeds, Love et Spirit avec son album Twelve Dreams of Doctor Sardonicus. Des formations de blues rock, comme Jimi Hendrix (avec sa chanson Purple Haze) et les Doors subissent l'influence du mouvement et ont contribué à son succès (The End, When The Music's Over). Des formations moins connues sont apparues dans d'autres régions des États-Unis, comme Bubble Puppy au Texas, Vanilla Fudge et The Third Bardo à New York. Le premier disque de Frank Zappa, Freak Out!, sorti en 1966, est fortement imprégné du concept « psyché », le morceau Trouble Every Day étant un modèle du genre. Les Byrds participeront au genre avec le titre Eight Miles High et l'album Fifth Dimension.
L'influence psychédélique s'est également fait sentir dans la musique « noire », et le célèbre label Motown sous l'impulsion du producteur Norman Whitfield, donne naissance entre autres aux succès Ball of Confusion et Psychedelic Shack, joués par les Temptations. À la fin de la décennie, des groupes plus électriques apparentés au heavy metal, Blue Cheer, les Stooges, le MC5, Grand Funk Railroad, et surtout Iron Butterfly, connu pour son morceau In-A-Gadda-Da-Vida, donnèrent un nouveau terrain d'expression à l'esprit psychédélique.
Au Royaume-Uni, la « révolution » psychédélique s'est produite plus tard, mais son impact n'en a pas été moins significatif sur la scène rock. D'abord Pink Floyd avec leur premier album The Piper at the Gates of Dawn, presque entièrement composé par Syd Barrett, l'un des précurseurs de la musique psychédélique, ainsi que des artistes confirmés comme Eric Burdon des Animals, The Who, les Beatles (Revolver) et même les Rolling Stones (Their Satanic Majesties Request) ont composé nombre de chansons aux accents psychédéliques. De même Led Zeppelin révolutionne le psychédélisme en introduisant dans ses chansons (surtout Dazed and Confused et Whole Lotta Love) un interlude très spécial.
Pour les Beatles, cette influence est déjà nettement perceptible dans des chansons comme Tomorrow Never Knows, Doctor Robert, She Said She Said, I'm Only Sleeping, sur l'album Revolver (1966), ainsi que dans plusieurs chansons de Sgt Pepper, comme Lucy in the Sky with Diamonds. Sur l'album Magical Mystery Tour, cette influence est prépondérante avec I Am the Walrus et le titre Blue Jay Way (écrit et composé par George Harrison, qui était le membre du groupe le plus ancré dans l'atmosphère psychédélique), dans lequel on peut entendre des voix et chœurs vaporeux, presque murmurés, une batterie « floue » et des tonalités très orientales. Le montage Revolution 9 publié sur le disque The Beatles et les deux chansons composées par Harrison sur la trame sonore du film Yellow Submarine (Only a Northern Song et It's All Too Much) en sont d'autres exemples frappants.
En ce qui concerne les Rolling Stones, même si l'influence psychédélique se ressent dans plusieurs morceaux du début de leur carrière, le groupe a créé tout un album que l'on peut qualifier de psychédélique : Their Satanic Majesties Request (1967), avec des morceaux typiques tels que Citadel, 2000 Light Years from Home et, plus connu, She's a Rainbow.
Pourtant, ni The Animals, The Who, les Beatles et les Rolling Stones ne peuvent être classés comme groupes psychédéliques. La musique de Cream et de Pink Floyd à ses débuts est beaucoup plus représentative du mouvement psychédélique britannique. C'est cependant avec The Deviants, Hawkwind et les Pink Fairies que le concept s'implanta en Grande-Bretagne. L'influence du mouvement psychédélique se fait également sentir sur le rock progressif britannique qui en recycla certaines recettes pour en faire des produits plus alambiqués (Pink Floyd, Yes). En Allemagne, il n'y a pas eu de véritables groupes psychédéliques, mais la musique d'Amon Düül et de Can comporte une forte composante psychédélique.

### Depuis les années 1970

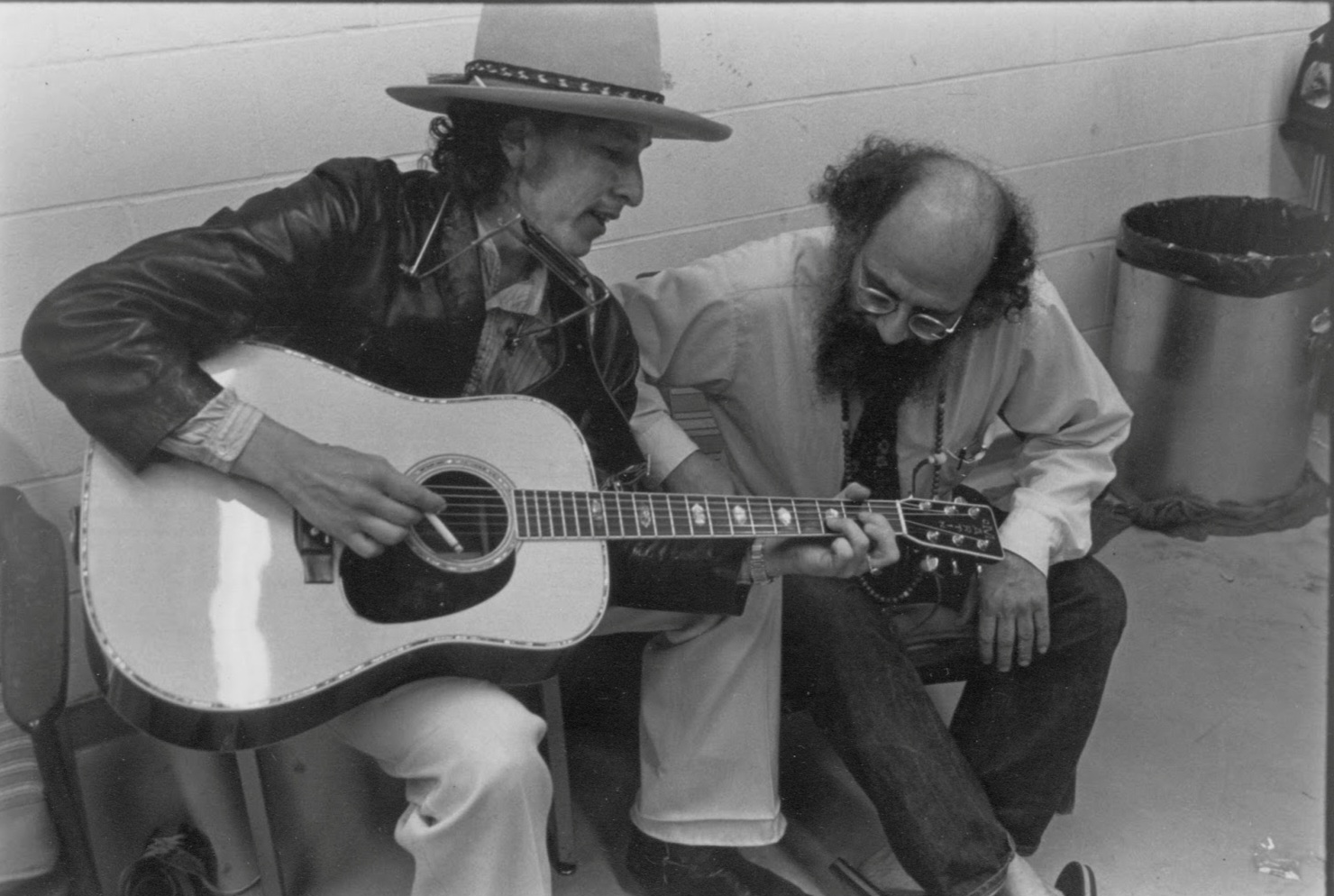
Bob Dylan et Allen Ginsberg en 1975.

Issu de la scène punk rock et psychédélique de New York et associé plus tard aux mouvements post-punk et new wave, le groupe Talking Heads existe entre 1974 et 1991 et a notamment joué au CBGB aux côtés de groupes tels que les Ramones, Television ou Patti Smith. Plusieurs groupes post-punk se sont inspirés du rock psychédélique. Dans les années 1980, Teardrop Explodes, Siouxsie and the Banshees et Echo and the Bunnymen sortent des albums marqués par cette période. Les musiciens de XTC publient des disques sous le pseudonyme, The Dukes of Stratosphear.
Dans les années 1990, le groupe Kula Shaker joue une musique psychédélique d'influence indienne à l'image de leur album Peasant, Pigs and Astronauts. D'autres formations, Ozric Tentacles ou les Gallois de Gorky's Zygotic Mynci continuent à perpétuer ce style en faisant référence à leurs précurseurs des années 1960, comme Steve Hillage et Gong, également classés dans le genre musical space rock. Il est important de rappeler le mouvement néo-psychédélique Paisley Underground, apparu à Los Angeles dans les années 1980. Parmi les groupes les plus représentatifs, on trouvait Dream Syndicate, The Three O'Clock, Green On Red, The Bangles, The Long Ryders. Ainsi que le mouvement garage punk rock psyché minimaliste d'aujourd'hui avec des groupes comme The Magnetix, Demon's Claw, The Weakends, Jack of Heart, The Phonics-o, King khan and the BBQ, The Lamps, The intelligence, The intellectuals, Fleur, Big Love and the Heartbreaker, The Remembers, Sex beet, Trou profond, The GIF, Rescue Boys, etc.
Les membres du groupe britannique Anomie se réclament du style garage psychédélique de par leurs influences musicales, Pink Floyd et Hawkwind. En fait, certaines musiques électroniques actuelles, de type techno ambient ou trance comme la trance Goa, auraient été classées dans le mouvement psychédéliques si elles étaient apparues avant les années 1990. Citons également les Smashing Pumpkins, qui ont fusionné psychédélisme et heavy metal, pour devenir un groupe de rock alternatif à succès des années 1990. En Angleterre, Spiritualized et Lupine Howl continuent de porter le flambeau. Au début des années 1990 apparait aux États-Unis un nouveau style largement influencé par le rock psychédélique et la marijuana : le stoner rock, composé de riffs à la fois lourds, répétitifs, et mélodiques, agrémenté de solos hypnotiques. Incarné dans ses débuts par le groupe Kyuss, la sortie de leur album Blues for the Red Sun sera une source d'inspiration pour nombre de nouveaux groupes.
En Asie, le groupe de rock psychédélique le plus connu reste les Sanulrim, groupe de rock Sud-coréen, certainement le seul à faire des tournées mondiales et à remplir des stades.
Le psychédélisme est une composante très importante de la musique du groupe d'Anton Newcombe, The Brian Jonestown Massacre, ainsi que dans le son de ses amis, proches ou ex-membres, Black Rebel Motorcycle Club, The Warlocks, The Dandy Warhols, The Quarter After, The Asteroid no 4, The Black Angels, etc.
Dans les années 2000, plusieurs artistes revendiquent appartenir à ce style ou présentent des influences.

## Caractéristiques
Le rock psychédélique incorpore de nouveaux effets sonores électroniques et des effets d'enregistrement, des solos prolongés et de l'improvisation. Les caractéristiques mentionnées en relation avec le genre incluent des guitares électriques, souvent utilisées avec des unités d'effets feedback, le wah-wah et la fuzzbox, certains effets de studio (principalement dans le psychédélisme britannique), tels que les bandes à l'envers, le panoramique, le phaser, les longues boucles de retard et la réverbération,, et des éléments de musique indienne et d'autres musiques orientales, y compris les modalités du Moyen-Orient,.
Le genre use d'éléments de free jazz et d'une forte présence au clavier, en particulier les orgues électroniques, les clavecins ou le Mellotron (un des premiers échantillonneurs à bande). Les instruments sont non occidentaux (en particulier dans le psychédélisme britannique), en particulier ceux utilisés à l'origine dans la musique classique indienne, tels que le sitar, le tambura et le tabla. Les segments instrumentaux sont étendus, en particulier ceux des solos de guitare ou des jams.
Les structures de chant sont disjonctives, changements occasionnels de tonalité et de signature rythmique, mélodies modales et bourdons. Les instruments électroniques comme les synthétiseurs et le thérémine. Les paroles font directement ou indirectement référence à des drogues hallucinogènes. Ces paroles sont surréalistes, fantaisistes, ésotériques ou d'inspiration littéraire avec (en particulier dans le psychédélisme britannique) des références à l'enfance,,. Elles traient aussi de l'antiquité de l'ère victorienne (exclusive au psychédélisme britannique), s'inspirant d'éléments tels que les boîtes à musique, la nostalgie du music-hall et les sons du cirque.
Les termes acid rock et rock psychédélique sont utilisés en 1966 pour décrire la nouvelle musique influencée par la drogue et étaient largement utilisés en 1967. Les deux termes sont souvent utilisés de manière interchangeable, cependant l'acid rock peut être distingué comme une variation plus extrême et plus lourde,,.